# Bogić Bogićević
Bogić Bogićević (Ugljevik, 15 maggio 1953) è un politico bosniaco, sesto membro bosniaco della Presidenza jugoslava dal 1989 fino alla sua abolizione nel 1992. In seguito alle elezioni municipali bosniache del 2020, è stato scelto come prossimo sindaco di Sarajevo.

## Biografia
Bogićević è nato in una famiglia serbo-bosniaca della cittadina di Ugljevik.
Politico di lungo corso nella Lega dei Comunisti Jugoslavi (SKJ), il 25 giugno 1989 è eletto membro della Presidenza della Jugoslavia da un referendum dei cittadini della Bosnia ed Erzegovina, primo tra cinque candidati, diventando così il primo membro democraticamente eletto della Presidenza collettiva jugoslava. Inoltre, ha servito come Presidente del Consiglio Federale della Jugoslavia per la Protezione dell'Ordine Costituzionale.
Il 12 marzo 1991, quando ormai le tensioni tra le repubbliche jugoslave erano al culmine (a Pasqua del 1991 iniziarono gli scontri armati in Croazia), e la Lega dei Comunisti Jugoslavi aveva di fatto cessato di esistere, Slobodan Milošević, saldamente al potere in Serbia, fece convocare una seduta della Presidenza nella quale mise all’ordine del giorno l’adozione della legge marziale in Jugoslavia, che di fatto avrebbe consentito all'Esercito Popolare Jugoslavo, sotto suo controllo, di prendere il potere nelle repubbliche che avevano già preso la strada verso l’indipendenza, nonché di rovesciare le nuove leadership politiche di Kiro Gligorov in Macedonia e di Alija Izetbegovic nella sua nativa Bosnia ed Erzegovina. 
La fazione pro Milosevic, che già controllava i voti dei rappresentanti di Serbia, Montenegro e Macedonia nella Presidenza, contava su quello di Bogićević come connazionale serbo.
Il Capo di Stato Maggiore dell’esercito jugoslavo e alti generali presenziavano alla seduta, che era trasmessa sulla TV nazionale. Milosevic era convinto di vincere e puntava sull’effetto mediatico della decisione della Presidenza. Milosevic poteva contare sul voto della Serbia e quelli delle repubbliche di Montenegro e Macedonia, dove era riuscito a piazzare suoi uomini. Contro, avrebbe avuto sicuramente la Slovenia e la Croazia. La Bosnia-Erzegovina era l’ago della bilancia, e Milosevic era sicuro di averla dalla sua, essendo Bogićević un serbo.
Bogićević invece votò contro, e per un voto la Presidenza jugoslava respinse la legge marziale. 
L'imprevisto e fatidico "no" di Bogićević impedì la realizzazione del golpe bianco di Milosevic, che passo così all'aggressione militare diretta contro le tre repubbliche indipendentiste. Bogicevic motivò il suo inaspettato rifiuto aggiungendo: “Sono serbo, ma non di professione”. La sua decisione fu denunciata dal Partito Democratico Serbo, che lo bollò come traditore, affermando che non rappresentava i serbi. Bogićević fu anche privato del suo stipendio come membro della Presidenza come punizione. Successivamente iniziò a lavorare per il Partito socialdemocratico della Bosnia ed Erzegovina (SDP BiH).
Insieme al membro della presidenza macedone Vasil Turpukovski, nel luglio 1991 Bogićević fece da mediatore nei negoziati tra il governo sloveno e il Comando supremo dell'esercito jugoslavo per il rilascio delle reclute e lo sblocco delle caserme durante la guerra dei dieci giorni tra la difesa territoriale slovena e l'esercito popolare jugoslavo.
Bogićević trascorse il periodo di guerra tra il 1992 e il 1995 a Sarajevo sotto assedio. È stato membro della Camera dei rappresentanti della Bosnia ed Erzegovina e vicepresidente dell'SDP BiH.
Nel dopoguerra in Bosnia ed Erzegovina, Bogićević fu vicepresidente del Partito socialdemocratico della Bosnia ed Erzegovina e presidente del Comitato olimpico della Bosnia ed Erzegovina. Un sondaggio condotto dal quotidiano Dani nel 1998 rilevò che Bogicevic era tra i politici più popolari a Mostar ovest e a Sarajevo. Nel 2003 ha fondato la società di consulenza Fides, che si occupa di ricerche di mercato.
Il 20 novembre 2020, Bogićević ha annunciato che avrebbe accettato la nomina a sindaco di Sarajevo da parte della coalizione quadripartita liberale-sinistra destinata a governare il Consiglio comunale dopo le elezioni locali.

## Premi e medaglie
- Nel 1999 ha ricevuto una Targa dell'Umanesimo, premio assegnato dal Comitato Permanente della Lega Internazionale degli Umanisti.
- Nel 2002 il presidente croato Stjepan Mesić gli ha conferito l'"Ordine del principe Trpimir con collana e Danica" per il suo significativo contributo all'indipendenza e all'integrità della Repubblica di Croazia e per gli sforzi per raggiungere una soluzione pacifica tra le repubbliche jugoslave durante la lotta per indipendenza.
- Nel 2004 ha ricevuto il Silver Order of Freedom della Repubblica di Slovenia con la seguente spiegazione: "per il suo contributo a beneficio della Slovenia ai tempi della lotta per l'indipendenza, il contributo personale alla cooperazione amichevole tra la Slovenia e la Bosnia ed Erzegovina e il rafforzamento delle relazioni economiche ".[8]
- Nel 2006 il Centro Internazionale per la Pace di Sarajevo gli ha conferito il tradizionale premio "Libertà".